# Хронологія російського вторгнення в Україну (з 2022)

Карта вторгнення (регулярно оновлюється)

Хронологія російського вторгнення в Україну 2022 року — список ключових подій у війні, яку почала російська влада проти України 24 лютого 2022 року о 3:40, і яку назвала нібито «спецоперацією».
Стаття є четвертою частиною циклу «Хронологія російської збройної агресії проти України (з 2014)»

## Передумови
Територіальні претензії до України російські високопосадовці почали висловлювати ще з 1991 року, з моменту проголошення незалежності України. Фактично це знайшло своє вираження у невизнанні українського статусу Криму російською Верховною Радою і перебиранні контролю над Чорноморським флотом. Після приходу до влади президента В. Путіна активізувалась діяльність російських спецслужб проти України, зокрема, через створення проросійських організацій, економічний тиск, посилення збройних сил, пропаганду. У лютому 2014 року, скориставшись зміною влади в Україні, Росія захопила і анексувала Крим, а в квітні 2014 загони російських найманців почали захоплювати міста на Донбасі. При спробі ЗСУ звільнити захоплені міста (травень-серпень 2014) росія задіяла регулярні підрозділи своїх збройних сил, що зупинило наступ ЗСУ. Спробою врегулювати конфлікт були Мінські домовленості, укладені при посередництві Німеччини і Франції. Внаслідок них важке озброєння було відведено, «гаряча фаза» війни призупинилася, але у повному обсязі домовленості виконані не були; сторони приступили до укріплення позицій на фронті.

### 2021
Навесні 2021 Росія зосередила біля кордонів з Україною значні військові сили з технікою, частково відвівши їх до літа цього ж року, але восени накопичення військ поблизу українських кордонів розпочалося знов.

#### Жовтень
- 10 жовтня — перша партія американської допомоги, що включала армійські аптечки, засоби радіолокаційного спостереження, високоточне озброєння, а також інше озброєння та боєприпаси, зокрема 40-мм гранатометні постріли M430A1 HEDP, 7,62×51-мм набої та набої калібру 12,7×99-мм (.50 BMG), прибула до Києва.
- 18 жовтня — в Україну прибула друга партія додаткової військово-технічної допомоги від США в рамках раніше погоджених поставок на 60 млн.дол.
- 23 жовтня — США відправили Україні 30 протитанкових керованих ракетних комплексів Javelin в рамках військової допомоги для стримування російської агресії. У поставку також входило 180 ракет Javelin[1].
- 30 жовтня — Washington Post повідомила про активізацію нарощування російських збройних сил поблизу українських кордонів, у т. ч. в Білорусі.
- 30-31 жовтня — зустріч лідерів G-20 в Римі, на якій Байден повідомив лідерів Великобританії, Франції та Німеччини щодо можливого нападу Росії на Україну.
- втрати ЗСУ у жовтні становили 2 загиблих та 23 поранених; ворог здійснив 254 обстріли, у тому числі 66 — із забороненого озброєння; зафіксовано 17 прольотів БПЛА. За даними розвідками, ворог втратив 19 осіб загиблими і 36 пораненими[2].

#### Листопад
- 1 листопада — Директор ЦРУ Вільям Дж. Бернс прибув до Москви, щоб попередити президента Володимира Путіна про те, що Сполучені Штати та їхні союзники готові озброїти Україну та запровадити жахливі санкції проти Росії, якщо він вторгнеться в Україну[3].
- 1-2 листопада — під час кліматичної конференції ООН в Глазго держсекретар США Е. Блінкен повідомив В. Зеленському розвіддані щодо підготовки Росії до вторгнення в Україну[3].
- 10 листопада США повідомляють про незвичайне переміщення російських військ біля кордонів України[4].
- 14 листопада — Україна отримала зі США близько 80 тис. кілограмів боєприпасів.
- 17 листопада — Bellingcat та The Insider оприлюднили першу частину власного розслідування про Вагнергейт, в якому підтверджується версія про зірвання спецоперації української розвідки через дії вищого керівництва держави — зокрема, Президента України Володимира Зеленського і керівника його Офісу Андрія Єрмака
- 18 листопада — на засіданні колегії МЗС Росії В.Путін заявив, що країни НАТО повинні надати Росії гарантії безпеки, у тому числі гарантувати невступ України до НАТО.
- Станом на 28 листопада Україна повідомляє про нарощування 92 тис. російських військових. 29 листопада — міністр закордонних справ України Д. Кулеба оприлюднив інформацію, що Росія зосередила поблизу кордонів з Україною (у тому числі на окупованих територіях Криму і Донбасу) близько 115 000 військовослужбовців з технікою (більш ніж 40 батальйонних тактичних груп).
- Загалом у жовтні-листопаді до України надійшли 4 партії військово-технічної допомоги від США, що включали засоби радіолокаційного спостереження, ПТРК FGM-148 «Джавелін», 12,7×99-мм (.50 BMG) та 7,62×51-мм набої, постріли до 40-мм автоматичних гранатометів, армійські аптечки, а також інше озброєння та обладнання[5].

#### Грудень
- 3 грудня — міністр оборони України Олексій Резніков повідомив у Верховній Раді, що за даними української розвідки існує імовірність масштабної ескалації з боку Росії, найбільш імовірним часом готовності до ескалації буде кінець січня 2022 року.
- 7 грудня — в режимі відеоконференції відбулася розмова між президентами США і Росії Байденом і Путіним. Серед тем — двосторонні відносини, питання стратегічної стабільності, кібербезпеки, а також ситуація навколо України та розширення НАТО на схід. Президент США Джо Байден попередив Путіна про «сильні економічні та інші заходи», якщо Росія нападе на Україну.
- 17 грудня В. Путін пропонує обмежити діяльність НАТО у Східній Європі, наприклад, заборонити Україні вступати до НАТО, які відхиляються.
- 22 грудня — Секретар РНБОУ О. Данілов заявив, що Росія зосередила 122 тис. військових в 200-кілометровій зоні від кордону з Україною та 143,5 тис. — у 400-кілометровій.
- 30 грудня — Президент США Джозеф Байден і президент Росії Володимир Путін провели телефонну розмову. В ході бесіди Байден, зокрема, закликав Путіна відвести війська з українського кордону і нагадав про наслідки за можливу збройну агресію.

### 2022

#### Січень
- 10 січня — безрезультатні російсько-американські перемовини в Женеві щодо зниження напруженості навколо України і розширення НАТО.
- 12 січня — таємний візит до Києва директора ЦРУ США, під час якого ним було повідомлено В. Зеленського про терміни і напрями можливих ударів російської армії по Україні.
- — по Україні прокотилася хвиля повідомлень про мінування низки об'єктів: аеропортів Бориспіль та Жуляни, центральних станцій метро Києва, шкіл у містах Черкаси, Львів та Дніпро, торгівельних центрів та головної ялинки в Одесі.
- 14 січня — відбулась глобальна кібератака на державні сайти України.
- 17 січня — російські війська починають прибувати до союзника Росії Білорусі для військових навчань.
- 18 січня — у Білому домі заявили, що Росія може будь-якої миті розпочати вторгнення в Україну.
- 19 січня — США оголосили про надання Україні 200 млн доларів безпекової допомоги.
- 22 січня — до Києва прибула перша частина військової допомоги від США, зокрема близько 90,7 т летальної зброї й боєприпасів, а 23 січня — друга частина, понад 80 т зброї.
- 24 січня — НАТО переводить війська в режим очікування. Аноніми повідомили про мінування всіх шкіл і торгових центрів в Одесі та Кривому Розі, відбулася масова евакуація.
- 25 січня — російські навчання за участю 6000 військовослужбовців і 60 літаків проходять у Росії поблизу України, зокрема Криму. Літак з третьою частиною зброї з США приземлився в «Борисполі» (70 т зброї, зокрема, 300 протитанкових комплексів Javelin)[6].

#### Лютий
- 10 лютого — Росія та Білорусь починають 10-денні військові маневри[7][8].
- 17 лютого — бойові дії загострюються на лінії розмежування на сході України.
- 18 лютого — глава «ДНР» Денис Пушилін і керівник «ЛНР» Леонід Пасічник оголосили про евакуацію жителів Донбасу в Росію, випустивши відповідні відеозвернення. Незабаром з'явилася інформація, що ролики було записано 16 лютого, у метаданих ролика Пасічника також зазначено назву папки, з якої його завантажили: «Бросок Мангуста». Так зазвичай називають хибні випади, які ця тварина робить, щоб спровокувати змію на кидок. Програміст Олексій Протас підтвердив Фокусу, що та папка справді називалася «Бросок Мангуста»[9][10].
- 22 лютого — президент Росії Путін заявив, що Росія визнає незалежність двох окупованих регіонів на сході України — т. зв. ДНР та ЛНР. Це призводить до першого раунду економічних санкцій з боку країн НАТО.

## 2022 рік

### Лютий 2022
Детальніше: Хронологія російського вторгнення в Україну (лютий 2022)

#### 24 лютого

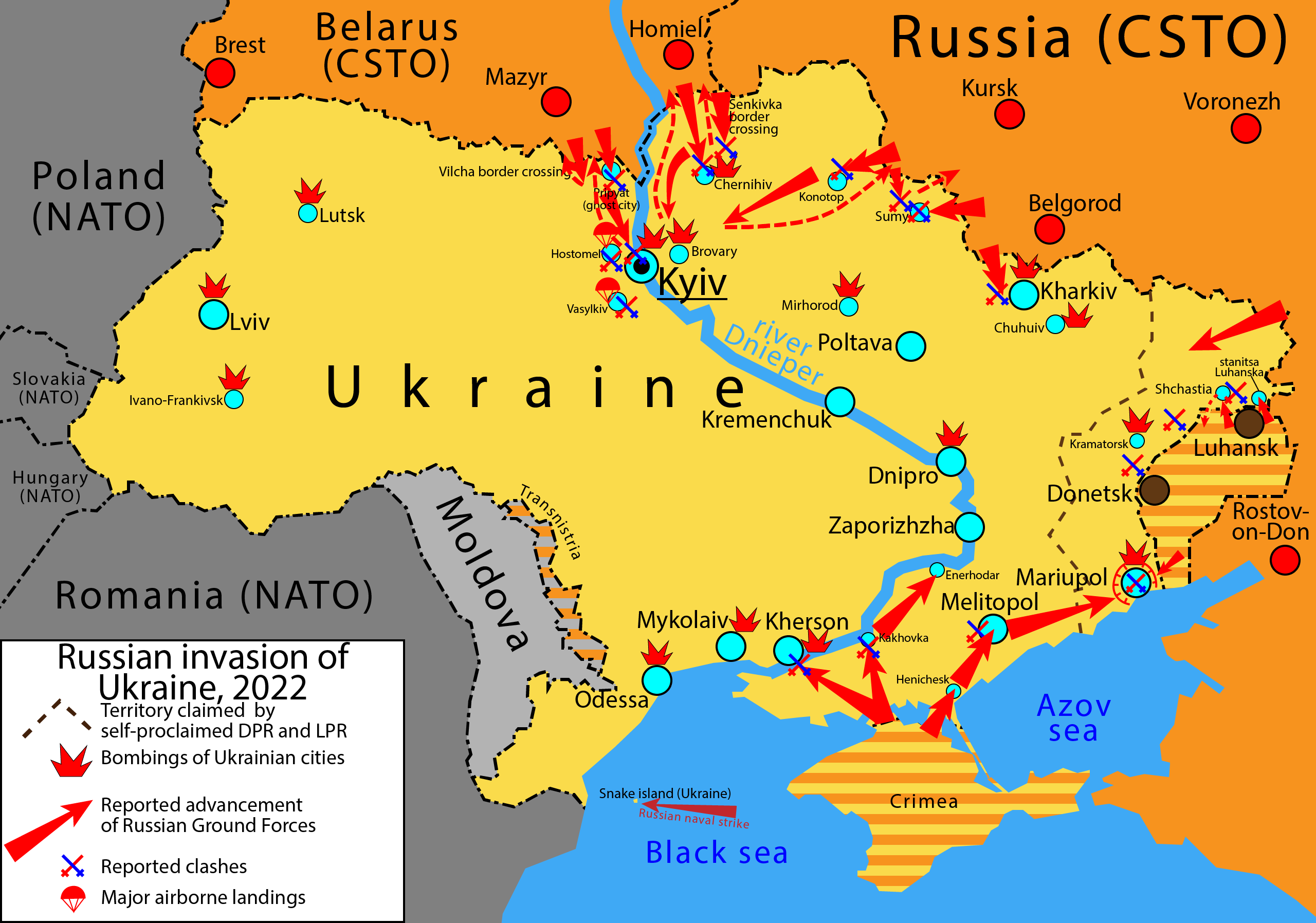

Вторгнення почалося близько 3:40, коли на територію Луганської області зайшла перша колона російських танків. Перші сигнали можливого безпосереднього конфлікту також отримали з вебкамер кримських блокпостів. Приблизно о 3:59 на блокпості в Каланчаку помітили біганину охоронців і цивільних. За деякий час на блокпосту зникло світло і камера перемкнулася в інфрачервоний режим. Після 4:08 помічено 4 осіб у камуфляжі. Через кілька хвилин камера перестала працювати. На блокпосту в Чонгарі теж спершу зникло світло, а згодом камера перестала працювати.
О 4:35 ЗС РФ завдали удару по міжнародному пункту пропуску Велика Писарівка Охтирського району Сумської області
Приблизно о 4:50 почалася трансляція попередньо записаного виступу президент Росії Володимира Путіна, що він віддав наказ про проведення «спеціальної військової операції» на сході України.
Приблизно о 5:00, (03:00 UTC, 06:00 за московським часом, UTC+3) ракетних ударів зазнали десятки міст по всій країні, включаючи столицю України Київ. Невдовзі українська прикордонна служба заявила, що її прикордонні пости з Росією та Білоруссю зазнали обстрілу. Президент України Володимир Зеленський оголосив воєнний стан близько 03:00 UTC (06:00 за московським часом, UTC+3).
Повідомляється, що о 03:35 (UTC+2) російські війська оточили місто Конотоп і взяли його в облогу. Незважаючи на спроби росіян захопити Конотоп, місто встояло, і російські війська були відбиті. Російська техніка горіла вранці 25 лютого. Проте українські військові повідомили, що пізніше того ж дня вони втратили контроль над Конотопом.
На півдні російські війська безперешкодно рушили через Перекоп і Чонгар і вдень захопили Нову Каховку зі спорудами Каховської ГЕС, (але не змогли закріпитись, тому ще три дні ГЕС переходила із рук в руки) і підійшли до Херсона, інша колона наблизилась до Мелітополя.
На Донбасі ворог атакував Волноваху, Маріуполь, Щастя.
Близько 10:00 Росморречфлот з посиланням на командування Чорноморського флоту ВМФ Росії повідомив про заборону судноплавства у Азовському морі та північно-західній частині Чорного моря, та що всі судна у даних районах будуть «вважатися терористичною загрозою», розпочалася блокада українських морських портів.
Близько 16:00 (UTC+2) російські гелікоптерні війська захопили аеропорт Антонова. Однак пізніший український контрнаступ успішно відбив аеропорт і знищив російський десант.
Близько 17:00 UTC (20:00 за московським часом, UTC+3) російські війська захопили Чорнобильську АЕС та покинуте місто Прип'ять.
О 22:00 (01:00 за московським часом, UTC+3) Державна прикордонна служба України повідомила, що російські війська захопили острів Зміїний у Чорному морі внаслідок морського та повітряного бомбардування.
Підтверджено, що вбито 17 мирних жителів, у тому числі 13 убитих на півдні України, троє в Маріуполі та один у Харкові. Повідомляється, що під час ударів загинули щонайменше 40 українських військових.
Росія повідомила про бомбардування двох цивільних кораблів, в результаті чого загинули кілька людей на борту.
У своєму другому зверненні про війну президент США Джо Байден оголосив про повне заморожування активів кількох російських банків у США (включаючи Сбербанк і ВТБ, найбільший і другий за величиною відповідно). Однак він не вводив санкції проти самого Путіна і не закликав відокремити Росію від глобальної банківської біржі SWIFT. Президент України Володимир Зеленський повідомив про 137 загиблих і 316 поранених.

#### 25 лютого

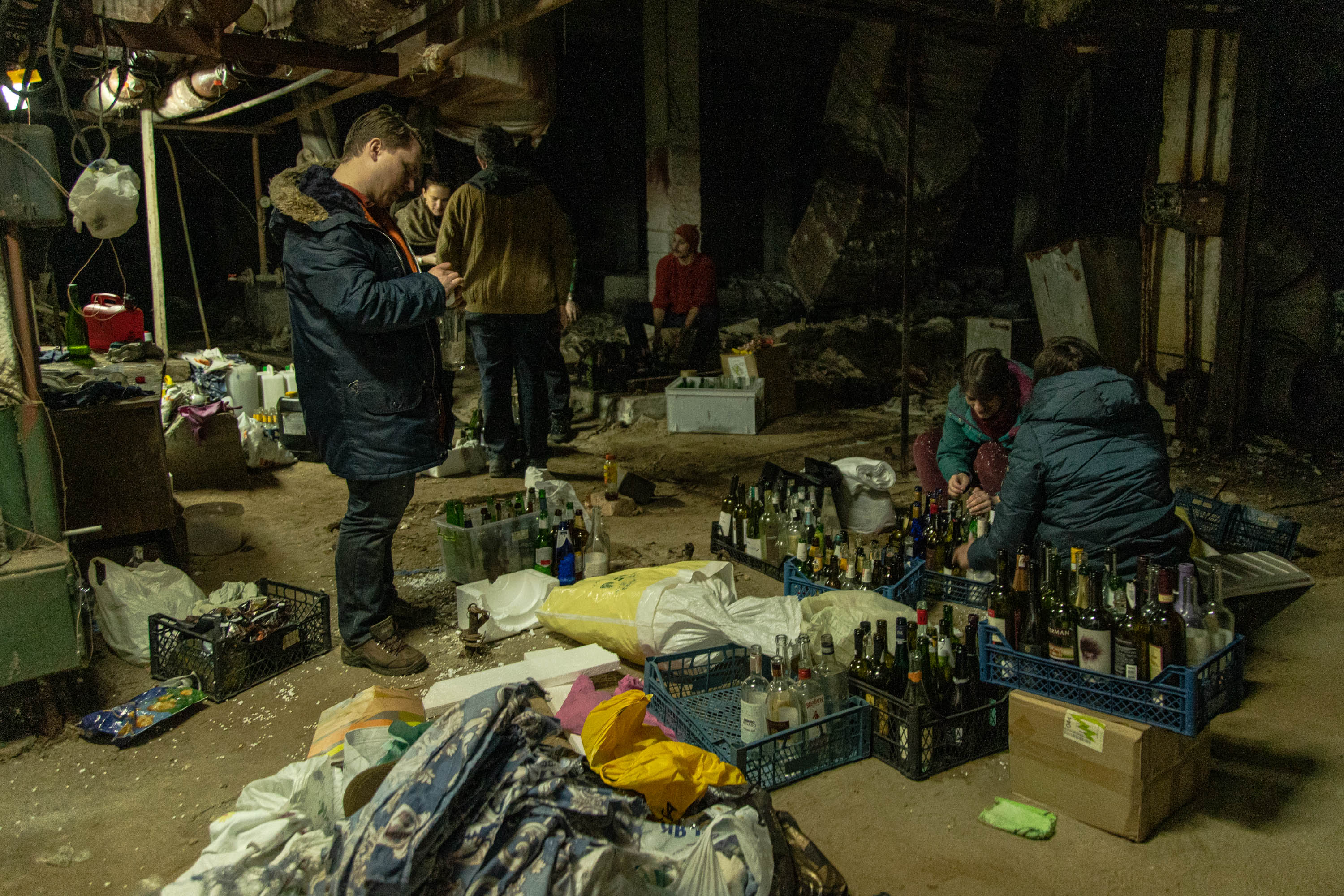
Цивільні у Києві збираються в підвалі для приготування коктейлів Молотова, 25 лютого

До 01:24 (UTC+2) Президент України Володимир Зеленський віддав розпорядження про повну мобілізацію українських військових на 90 днів. Він повідомив, що всім українським чоловікам віком від 18 до 60 років заборонено виїжджати за межі країни.
О 03:27 (UTC+2) капітан та капрал російської 11-ї гвардійської десантно-штурмової бригади та розвідувального взводу 74-ї мотострілецької бригади здалися до полону Збройним силам України під Черніговом.
О 05:14 (UTC+2) в селі Приморський Посад, Приазовського району, Запорізької області, російський ракетний удар завдав пошкодження українському прикордонному посту Повідомляється про втрати серед українців.
О 05:40 (UTC+2) російська військова техніка почала рух Сумським районом. Біля Охтирки також відбулися бої, які почалися о 07:30 (UTC+3).
О 06:25 (UTC+2) через обстріли з боку російської армії, було пошкоджено газопровід у Старобільську.
О 06:46 (UTC+2) В Міжнародний аеропорт «Рівне» у Рівному влучила російська ракета, завдавши незначних пошкоджень.
О 06:47 (UTC+2) підрозділ української армії підірвав міст в Іванкові під Києвом, зупинивши просування російської танкової колони. Крім того, були помічені групи російських солдатів, які йшли через села Катюжанка та Димер, також у Київській області. 
О 08:15 (UTC+2) російські війська підійшли до Херсона.
О 08:34 (UTC+2) українська армія відбила атаку російської армії на Чернігів та захопила російську техніку і документи.
О 08:43 (UTC+2) російська армія розблокувала Північно-Кримський канал, відновивши водопостачання до Криму, яке було втрачено у 2014 році, після анексії Криму Росією.
О 09:01 (UTC+2) колона російських військових була розбита українською армією в Старобільську та відступила.
О 10:30 (UTC+2) російські війська увійшли до Мелітополя. Місто було обстріляно, почалися вуличні бої. Пізніше, того ж дня, керівництво Мелітополя здалося, і місто перейшло під контроль Росії.
О 14:25 (UTC+2) Міністерство оборони Росії повідомило, що оточили Чернігів і бере в облогу місто. Міністерство оборони Великобританії заявило, що російським військам не вдалося захопити Чернігів і натомість пішли іншим шляхом до Києва. Українські чиновники повідомили, що росіяни прямують у бік Седніва та Семенівки.
Близько ранку п'ятниці міністр закордонних справ України Дмитро Кулеба повідомив, що російські війська атакували дитячий садок і дитячий будинок у Сумській області. У своїй заяві в Twitter він заявив, що «сьогодні російські напади на дитячий садок і дитячий будинок є воєнними злочинами та порушенням Римського статуту. Спільно з Генеральною прокуратурою ми збираємо ці та інші факти, які негайно відправимо до Гааги».
До середини ранку російські війська та бронетехніки досягли північного району Києва, після чого український уряд закликав своїх громадян готувати коктейлі Молотова.  Повідомлялося про численні «звуки вибуху». Група Лондонської фондової біржі призупинила торгові привілеї Банку ВТБ, а прив'язана до долара криптовалюта Tether стала популярною серед українців, торгівля валютою була призупинена Центральним банком України після оголошення воєнного стану в четвер.
Український обстріл авіабази Міллерово в Росії, який спричинив пожежі. За даними українських офіційних осіб, було знищено два літаки ВПС Росії.
Президент Путін проінформував свою Раду безпеки, попросивши українських солдатів «взяти владу у свої руки», згадав про неонацистів і наркоманів.
Пізніше того ж дня Сили реагування НАТО були вперше задіяні як оборонний захід проти вторгнення.

#### 26 лютого
О 00:00 UTC відбулися запеклі бої на південь від Києва, поблизу міста Васильків. У Генштабі України заявили, що під Васильковом український винищувач Су-27 збив російський транспортний літак Іл-76 з десантниками. Другий російський військово-транспортний літак Іл-76 був збитий поблизу Білої Церкви, за 85 кілометрів (50 миль) на південь від Києва, повідомили двоє американських чиновників, які безпосередньо знають про умови на землі в Україні. Однак жодних доказів, які б підтверджували будь-яку з подій, оприлюднено не було.
Близько 03:00 по Києву за 30 хвилин сталося понад 48 вибухів, оскільки українські військові вели бої біля ТЕЦ-6 у північному околиці Троєщини. ВВС повідомляє, що напад може бути спробою відключити місто від електроенергії. Поблизу Київського зоопарку та мікрорайону Шулявка велися запеклі бої. Вранці, 26 лютого українські військові заявили, що відбили атаку Росії на військову базу, розташовану на проспекті Берестейському, головній дорозі в Києві; та відбили російський напад на місто Миколаїв на Чорному морі.

#### 27 лютого
Повідомляється, що вночі внаслідок нападу Росії був підірваний газопровід за межами Харкова, а нафтобаза в селі Крячки поблизу Василькова загорілася після попадання ракет. Запеклі бої поблизу авіабази Васильків завадили пожежникам ліквідувати полум'я. В Офісі президента стверджували, що бомбардувався і аеропорт Жуляни. Підтримувані Росією сепаратисти в Луганській області заявили, що українська ракета вразила нафтовий термінал у місті Ровеньки. Пізніше президент Путін доручив міністру оборони і начальнику Генерального штабу Росії перевести сили ядерного стримування Росії в «особливий режим бойового чергування» Кілька російських банків були вилучені з SWIFT, і Туреччина оголосила, що в Чорному морі існує воєнний стан, що дозволяє їй перехоплювати кораблі ВМС Росії. Європейський Союз заборонив російським літакам політ у повітряному просторі.
Президент України Володимир Зеленський погодився направити делегації для переговорів про припинення вогню з Росією, до білоруського кордону.

#### 28 лютого
«ДНР» призупинила загальну мобілізацію, заявивши, що додаткові війська не потрібні.
Маріуполь був оточений російськими військами та постійно обстрілювався. Також було обстріляно місто Сєвєродонецьк, діючий адміністративний центр Луганської області, внаслідок чого, один постраждалий, кілька поранених, прорваний газопровід.
Початковий раунд мирних переговорів між Україною та Росією завершився без рішення.

### Березень
Див.: Хронологія російського вторгнення в Україну (березень 2022)

### Квітень
Див. Хронологія російського вторгнення в Україну (квітень 2022)
Україна оголосила, що її сили розпочали контрнаступ для відсічі російських військ, що наближалися до Києва, з боями в Бучі, Гостомелі та Ірпені. Крім того, українські війська також розпочали наступ біля Миколаєва на Херсон.
Лавров і Президент України Володимир Зеленський заявили, що переговори йдуть, а Лавров заявив, що зараз обговорюється нейтралітет України. Прессекретар президента Путіна Дмитро Пєсков заявив, що вони розглядають модель демілітаризації за зразком Австрії та Швеції, які мають власні армії, але Офіс президента Зеленського невдовзі це відхилив. Один з українських переговорників Михайло Подоляк заявив, що згідно з запропонованим мирним планом Україна буде залишатися нейтральною, закріплюватиме права російськомовних та ігноруватиме питання спірних територій. Натомість вона збереже свої війська, а країни-союзники втрутиться у разі повторного вторгнення.
Пізніше керівник Офісу президента України Андрій Єрмак повідомив, що російські війська звільнили мера Мелітополя Івана Федорова. Обласний драматичний театр у Маріуполі, у якому перебували близько 1000 мирних жителів, згодом піддавався бомбардуванню протягом дня. У двох місцях за межами театру слово «дети» (рос. «діти») було прописане, намагаючись ідентифікувати його військам вторгнення як цивільне повітряне укриття, в якому знаходяться діти, а не військова ціль.
Військовий кореспондент Андрій Цаплієнко, який висвітлював воєнні конфлікти в Іраку, Афганістані, Кашмірі, Македонії і Ліберії, так описав власні враження:
|  | “Такої жорстокості я не бачив в жодній охопленій війною країні. ... Це - новий Бабин Яр. Нові “биківнянські” могили. Це безіменні братські могили захисників УНР у Маріїнському парку. Це Сандармох. Це все найстрашніше із історій про сталінські репресії. … І так, всі ці звірства чинять “висококультурні” люди, які читали Достоєвського, Акуніна, дивились серіали про крутих десантників у Чечні і обліплювались георгіївськими стрічками із пелюшок. Ці люди закінчили військові училища і точно знали, куди йдуть, без байок політрука “я заблудился на учениях в Беларуси". ... Зараз чимало хто питає, чи будуть такі звірства як у Бучі чи Мотижині на Чернігівщині, Сумщині, на Харківщині, Херсонщині? Я з болем у голосі скажу: “так”. ... Геноцид гучно постукався у наші ворота кістлявою рукою. Вбивці в оболонках звичайних людей прийшли свідомо робити нам тут братські могили і нищити нашу цивілізацію. Думаю, усім зрозуміло, що після такого розмови про “нейтралітет” і сюсюкання з рашистами — це дати змогу убивці прийти знову. Безкінечно в’язати нам руки, стріляти у потилицю і кидати у найближчий яр." |

### Травень
Див. Хронологія російського вторгнення в Україну (травень 2022)

### Червень
Див. Хронологія російського вторгнення в Україну (червень 2022)

### Липень
Див. Хронологія російського вторгнення в Україну, липень 2022

### Серпень
Див. Хронологія російського вторгнення в Україну, серпень 2022

### Вересень
Див. Хронологія російського вторгнення в Україну (вересень 2022)

### Жовтень
Див. Хронологія російського вторгнення в Україну (жовтень 2022)

### Листопад
Див. Хронологія російського вторгнення в Україну (листопад 2022)

### Грудень
Див. Хронологія російського вторгнення в Україну (грудень 2022)

### Основні події 2022
На початку 2022 року Росія завершила накопичення своїх військ біля кордонів України, після чого 22 лютого президент Росії Путін визнав незалежність т. зв. «ДНР» та «ЛНР».
Ранок 24 лютого розпочався з широкомасштабного вторгнення російських загарбників в Україну з усіх можливих напрямків і масованою ракетною атакою по об'єктах в українському тилу. Скориставшись тим, що українська влада проігнорувала всі попередження західних розвідок, російські війська протягом перших трьох днів значно просунулись у всіх прикодонних областях і вийшли на околиці Києва. Чернігова, Сум, Харкова, Херсона, Миколаєва, Маріуполя. Чернігів і Суми опинилися в оперативному оточенні. Особливо важка ситуація склалася на півдні, де окупаційні війська майже безперешкодно подолали Чонгар і Перекоп, а згодом форсували Дніпро і захопили Херсон. Також були захоплені міста Мелітополь, Бердянськ, Токмак на Запоріжжі й забезпечено оточення Маріуполя із заходу. Жорстокі бої за Волноваху.
З України в Європу почалася масова втеча цивільного населення, переважно жінок і дітей.
В березні окупанти підійшли на дальні підступи до Запоріжжя (Василівка), намагалися переправитись через Південний Буг біля Вознесенська у напрямку Одеси, продовжували штурмувати північні передмістя Києва та Харкова, а також заволоділи північною Луганщиною і східною Харківщиною. Але незабаром в окупантів виявились проблеми з постачанням і втрати армії, тому наприкінці березня загарбники відступили з північних областей України, перекинувши війська на Донбас у надії оточити там підрозділи ЗСУ. Одночасно ЗСУ незначно посунули ворога на півночі правобережної Херсонщини й під Харковом. Тривала оборона оточеного Маріуполя. Розпочалися бої на підступах до Рубіжного й Сєверодонецька.
16 березня росіяни скинули потужну авіабомбу на драмтеатр Маріуполя, де переховувались декілька сотень цивільних.
Квітень відзначився захопленням Ізюму і впертими спробами окупантів просунутися далі на Слов'янськ і Барвінкове, що створило б загрозу оточення ЗСУ на Донбасі. Втрачено Кремінну на Луганщині. Жорстокі бої на Донбасі. Захисники Маріуполя опиняються оточеними на заводі «Азовсталь».
59 людей загинули внаслідок російського ракетного удару по привокзальній площі в Краматорську 9 квітня.
13 квітня в результаті влучання двома ракетами БРК «Нептун» біля острова Зміїний увечері загорівся, а наступного дня при буксируванні затонув флагман Чорноморського флоту РФ — крейсер «Москва».
У травні підрозділи Збройних Сил України залишили Попасну, Рубіжне, Лиман, Світлодарськ; розпочалися бої в Сіверодонецьку. ЗСУ звільнили низку населених пунктів на північ від Харкова. Тривали атаки росіян на Ізюмському плацдармі. Захисники «Азовсталі» здались у полон.
Відновили роботу в Києві посольства США та Канади. Президент США Джо Байден підписав закон про ленд-ліз для України (09.05). Фінляндія й Швеція вирішили приєднатися до НАТО.
В червні ЗСУ після вуличних боїв відступили з Сєверодонецька, а також з району Гірського-Золотого на Луганщині. 30 червня під ударами артилерії ЗСУ окупанти залишили острів Зміїний.
Проведено найбільший обмін полоненими у форматі 144х144, зокрема, визволено 95 захисників «Азовсталі» (29.06)
Європарламент рекомендував надати Україні статусу кандидата на вступ до ЄС (08.06/23.06).
На початку липня Сили оборони України під загрозою оточення змушені були залишити Лисичанськ (3 липня), після чого основні бої точилися на східних підступах до Сіверська — Соледара — Бахмута, на північний схід від Авдіївки, на північний захід від Слов'янська (на межі області), на північ від Харкова і на півночі Бериславського району.
Разом з тим, ЗСУ почали активно використовувати отримане західне озброєння, зокрема, РСЗВ HIMARS для враження ворожих складів БК, баз, інфраструктури на окупованих територіях — за даними Міністерства оборони України HIMARS на 16.07.2022 знищили понад 30 логістичних об'єктів військ РФ (станом на 25.07 повідомляється про 50 знищених російських складів з боєприпасами), що значно знизило інтенсивність ворожих обстрілів, а під Херсоном пошкоджено мости через Дніпро й Інгулець.
22.07.2022 у Стамбулі за посередництва Туреччини й ООН підписано «зернові» угоди щодо гарантій безпечного вивозу з українських морських портів зерна на експорт (втім, уже наступного ранку росіяни завдали ракетного удару по Одеському порту).
В ніч з 28 на 29.07.2022 в результаті вибуху у виправній колонії № 120 в окупованій Оленівці за даними окупантів загинули 53 полонених ЗСУ, переважно «азовців». Українська сторона заявила, що підрив (або обстріл) бараку здійснили самі росіяни з метою приховування катувань і вбивств українських полонених.
Суттєвих змін на лінії фронту протягом серпня не відбулося, основні бої точилися на східних підступах до Сіверська — Соледара — Бахмута, на північний схід від Авдіївки, в районах Мар'їнки й Пісків, на північний захід від Слов'янська (на межі області) і в районі між Херсоном та Миколаєвом. Взагалі це перший місяць масштабного вторгнення, коли загарбникам не вдалося захопити жодного міста і жодного великого населеного пункту. Наприкінці місяця (28–29.08) стала з'являтися інформація про активізацію ЗСУ в Херсонській області.
Вперше обстрілів зазнали військові об'єкти окупантів в окупованому Криму (зокрема, Новофедорівка, Севастополь, Джанкой).
Тривало перекидання окупаційних військ на правобережжя Херсонщини та нагнітання ситуації навколо захопленої Запорізької АЕС, під прикриттям якої окупанти створили свою військову базу.
У вересні російським загарбникам знов не вдалося досягти будь-яких суттєвих успіхів на фронтах, за винятком незначного просування в бік Бахмута і Соледара. Натомість, ЗСУ провели ефективну контрнаступальну операцію в Харківській області і звільнили за активний період 06—13.09.2022 майже всю її окуповану частину з містами Балаклія, Ізюм, Куп'янськ (всього 300 населених пунктів на Харківщині, 3800 км² території, де живуть 150 тис. людей). Далі продовжилось поступове просування ЗСУ в бік міст Лиман (який на 30.09. потрапив в оперативне оточення), Лисичанськ і створення плацдармів на східному березі Оскол. Також продовжилось поступове розширення плацдарму ЗСУ і на східному березі Інгульця і тиск на Херсонському напрямку.
Росіяни почали цілеспрямоване знищення енергетичної інфраструктури України, а також стали застосовувати отримані від Ірану безпілотники.
21 вересня Путін оголосив указ про часткову мобілізацію. Того ж дня відбувся найбільший обмін полоненими — з полону звільнено 215 захисників України, Росія отримала 55 полонених на чолі з арештованим Віктором Медведчуком.
23–27 вересня російські окупанти провели на захоплених територіях України (окрім Криму) псевдореферендуми щодо включення окупованих областей до складу Росії.
29 вересня президент РФ Путін видав укази про визнання незалежності Запорізької і Херсонської областей.
30 вересня, посилаючись на проведені псевдореферендуми, Путін оголосив про включення до складу РФ «ДНР», «ЛНР», Запорізької та Херсонської областей.
Головними подіями жовтня 2022 стали вибух на Керченському мосту 08.10.2022, який, окрім логістичних проблем, завдав удару по іміджу Путіна і російської влади в цілому, звільнення Лиману 01.10.2022 і північної частини Бериславського району Херсонщини і масовані ракетні атаки по всій Україні вранці 10 і 31 жовтня. Станом на 25.10. за даними Міністерства енергетики, ворожими ракетними ударами було пошкоджено близько 40 % енергетичної інфраструктури України.
Головними подіями листопада стали залишення росіянами Херсона і правобережних окупованих районів Херсонщини 9–11.11.2022, а також дві масовані ракетні атаки росіян по енергетичній інфраструктурі України (15.11 і 23.11), друга з яких призвела до блекауту на кілька годин.
У грудні вздовж всієї лінії фронту тривали обстріли, активні бойові дії точились на східних ділянках — на східних околицях Бахмута, де намагалися наступати росіяни,— і на захід від Кремінної та Сватового, де росіяни змушені були стримувати натиск ЗСУ.
16 грудня російські загарбники завдали чергового масованого ракетного удару по цивільній та енергетичній інфраструктурі нашої держави. Всього ворог випустив 98 ракет та здійснив понад 65 обстрілів з РСЗВ. Ще один масований ракетний удар було завдано 29 грудня.
- Перелік ракетних ударів під час російського вторгнення 2022
- Удари по критичній інфраструктурі України під час російсько-української війни

## 2023 рік
| Місяць   | Посилання                                                   |
| -------- | ----------------------------------------------------------- |
| Січень   | Хронологія російського вторгнення в Україну (січень 2023)   |
| Лютий    | Хронологія російського вторгнення в Україну (лютий 2023)    |
| Березень | Хронологія російського вторгнення в Україну (березень 2023) |
| Квітень  | Хронологія російського вторгнення в Україну (квітень 2023)  |
| Травень  | Хронологія російського вторгнення в Україну (травень 2023)  |
| Червень  | Хронологія російського вторгнення в Україну (червень 2023)  |
| Липень   | Хронологія російського вторгнення в Україну (липень 2023)   |
| Серпень  | Хронологія російського вторгнення в Україну (серпень 2023)  |
| Вересень | Хронологія російського вторгнення в Україну (вересень 2023) |
| Жовтень  | Хронологія російського вторгнення в Україну (жовтень 2023)  |
| Листопад | Хронологія російського вторгнення в Україну (листопад 2023) |
| Грудень  | Хронологія російського вторгнення в Україну (грудень 2023)  |

## 2024 рік
| Місяць   | Посилання                                                   |
| -------- | ----------------------------------------------------------- |
| Січень   | Хронологія російського вторгнення в Україну (січень 2024)   |
| Лютий    | Хронологія російського вторгнення в Україну (лютий 2024)    |
| Березень | Хронологія російського вторгнення в Україну (березень 2024) |
| Квітень  | Хронологія російського вторгнення в Україну (квітень 2024)  |
| Травень  | Хронологія російського вторгнення в Україну (травень 2024)  |
| Червень  | Хронологія російського вторгнення в Україну (червень 2024)  |
| Липень   | Хронологія російського вторгнення в Україну (липень 2024)   |
| Серпень  | Хронологія російського вторгнення в Україну (серпень 2024)  |
| Вересень | Хронологія російського вторгнення в Україну (вересень 2024) |
| Жовтень  | Хронологія російського вторгнення в Україну (жовтень 2024)  |
| Листопад | Хронологія російського вторгнення в Україну (листопад 2024) |
| Грудень  | Хронологія російського вторгнення в Україну (грудень 2024)  |

## 2025 рік
| Місяць   | Посилання                                                   |
| -------- | ----------------------------------------------------------- |
| Січень   | Хронологія російського вторгнення в Україну (січень 2025)   |
| Лютий    | Хронологія російського вторгнення в Україну (лютий 2025)    |
| Березень | Хронологія російського вторгнення в Україну (березень 2025) |
| Квітень  | Хронологія російського вторгнення в Україну (квітень 2025)  |
| Травень  | Хронологія російського вторгнення в Україну (травень 2025)  |
| Червень  | Хронологія російського вторгнення в Україну (червень 2025)  |
| Липень   | Хронологія російського вторгнення в Україну (липень 2025)   |

## Понеділкові мапи бойових дій
Нижче представлені мапи бойових дій за даними військової розвідки Великої Британії, починаючи з другого дня вторгнення (25 лютого 2022). Тимчасовий проміжок між картами — один тиждень.

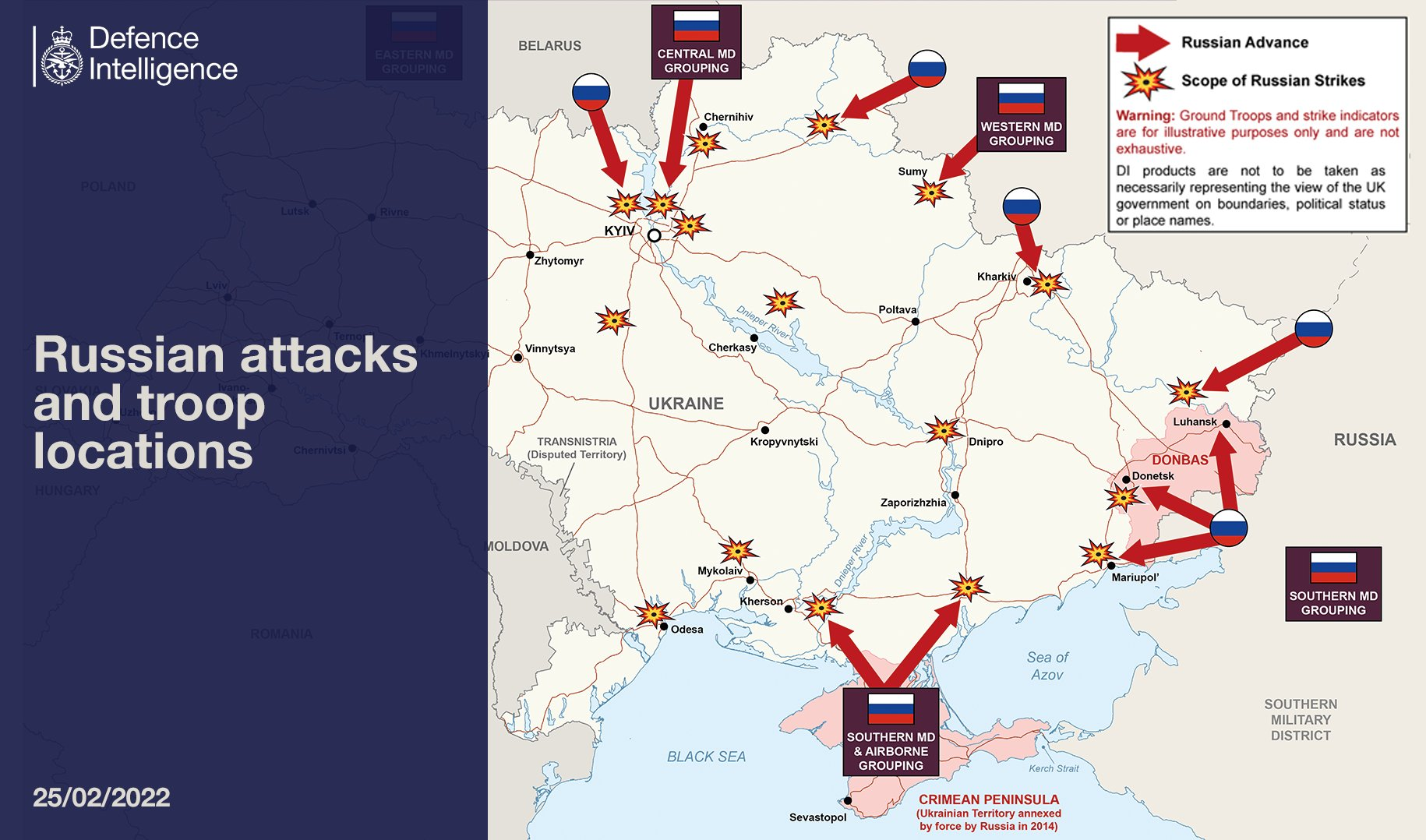
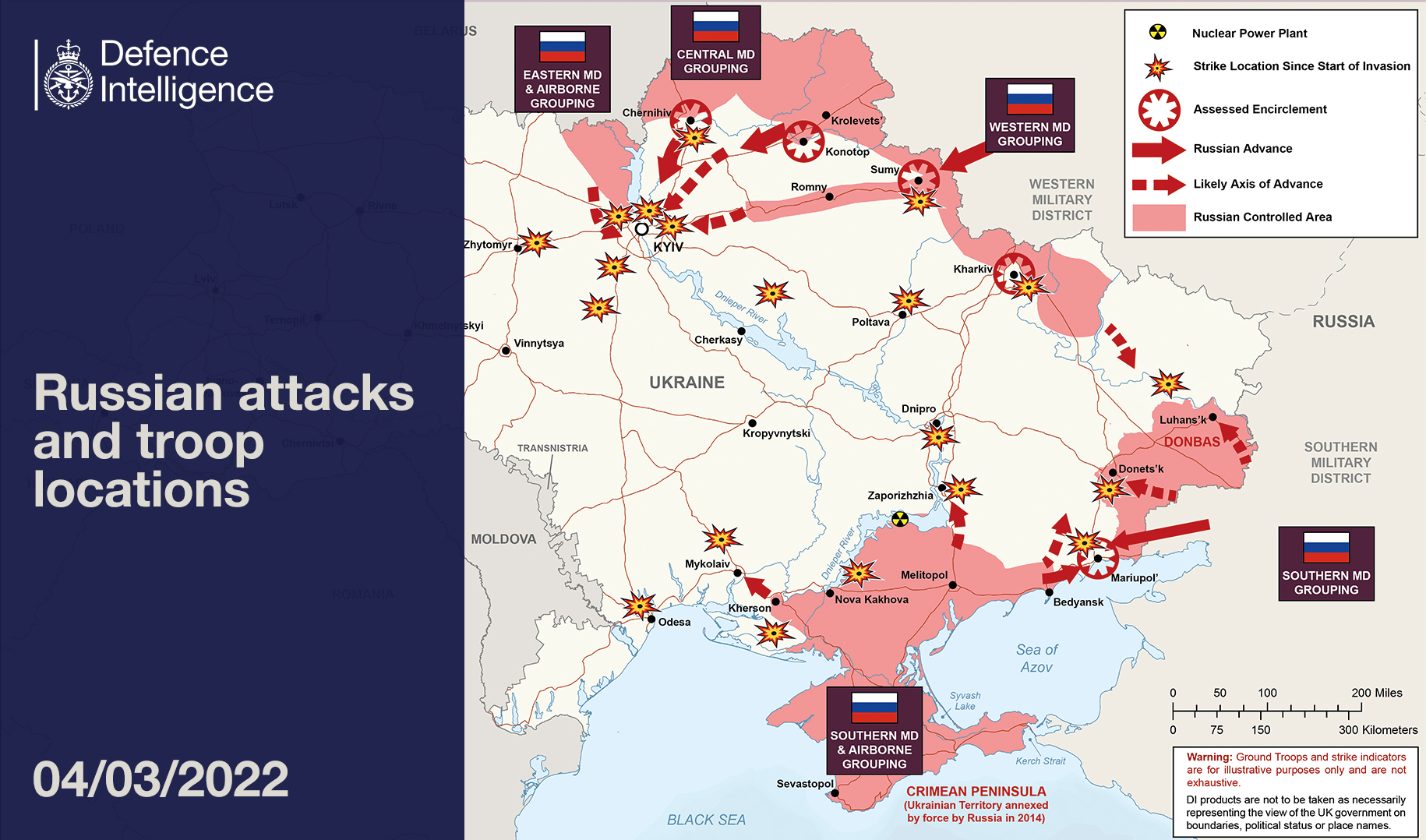
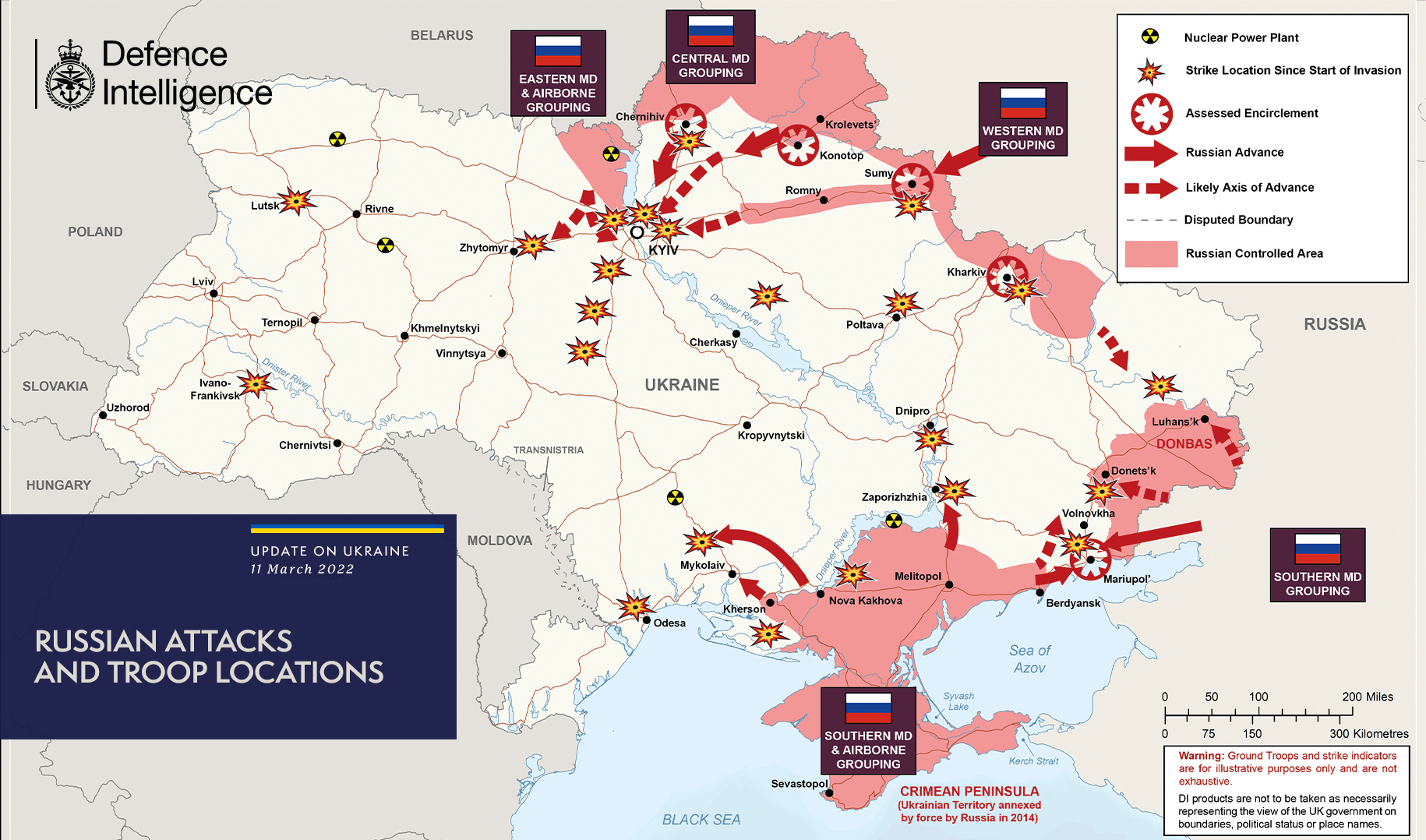
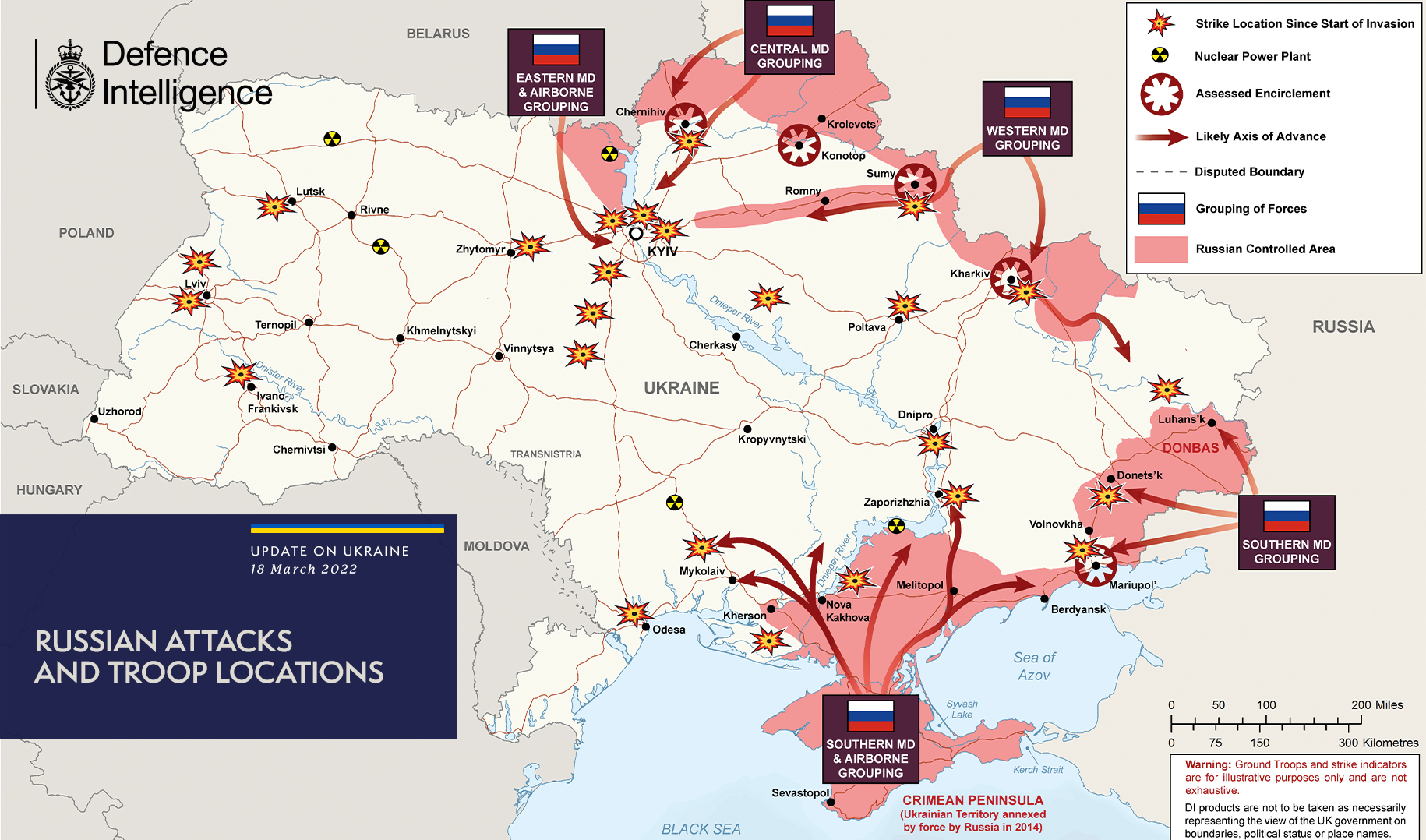
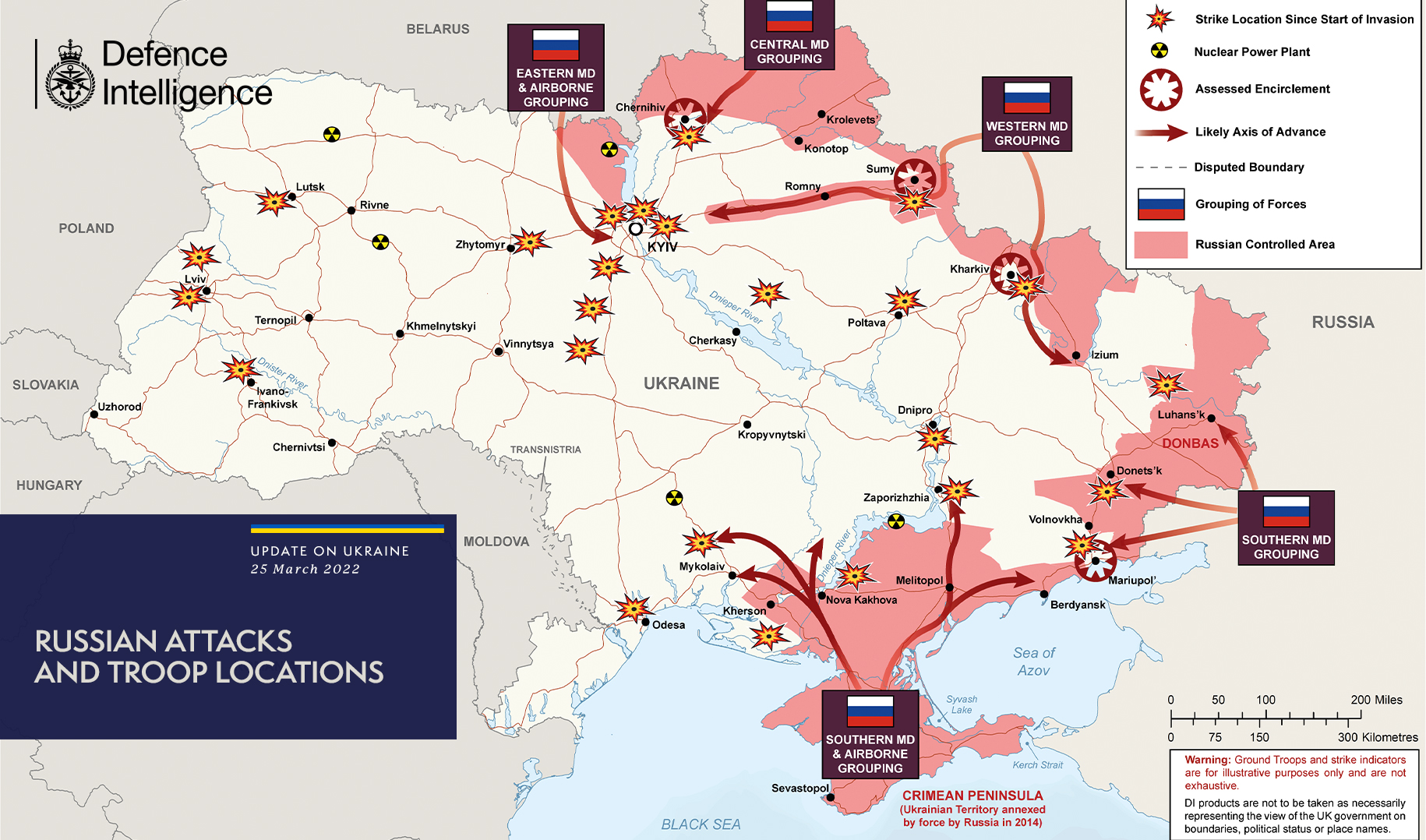
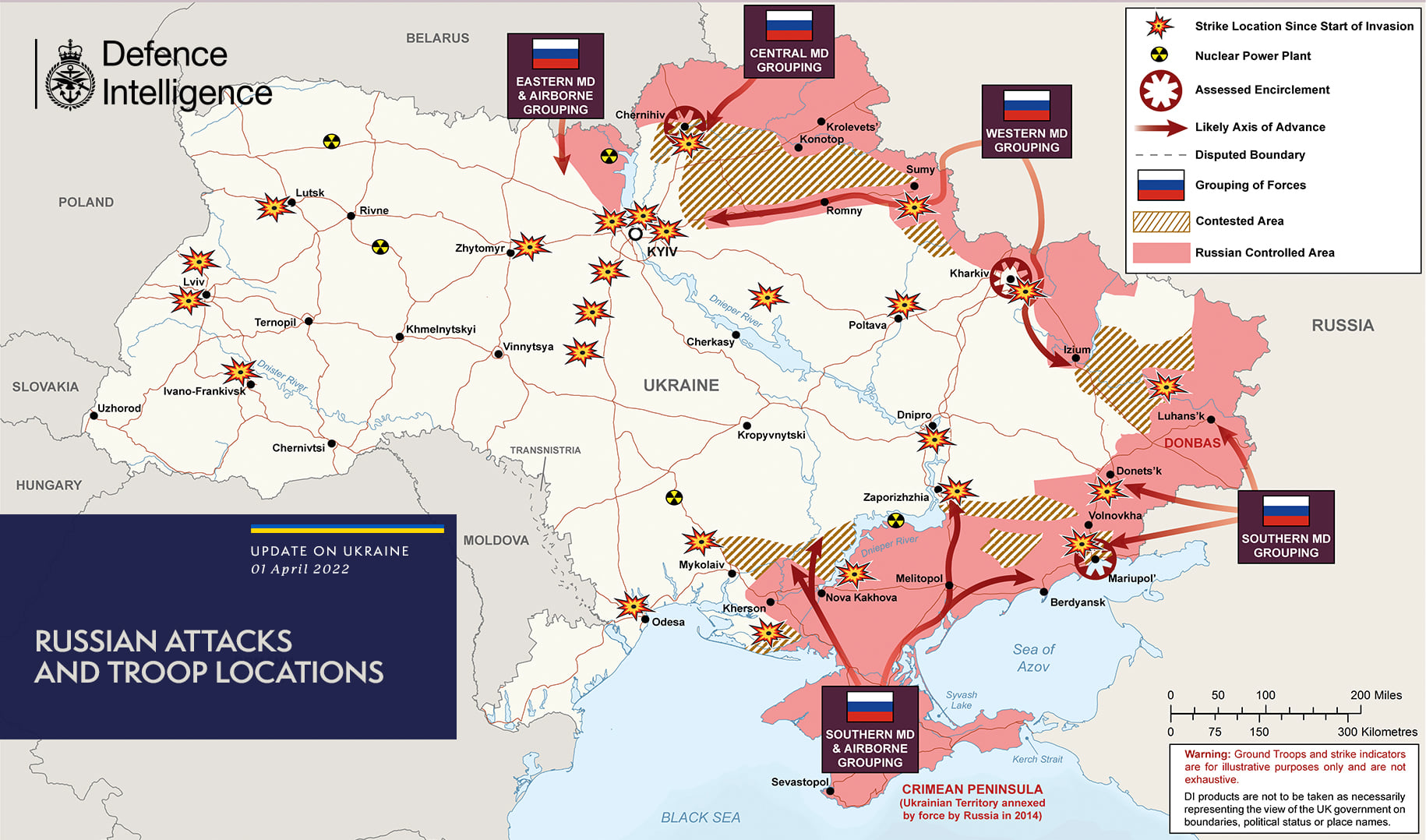
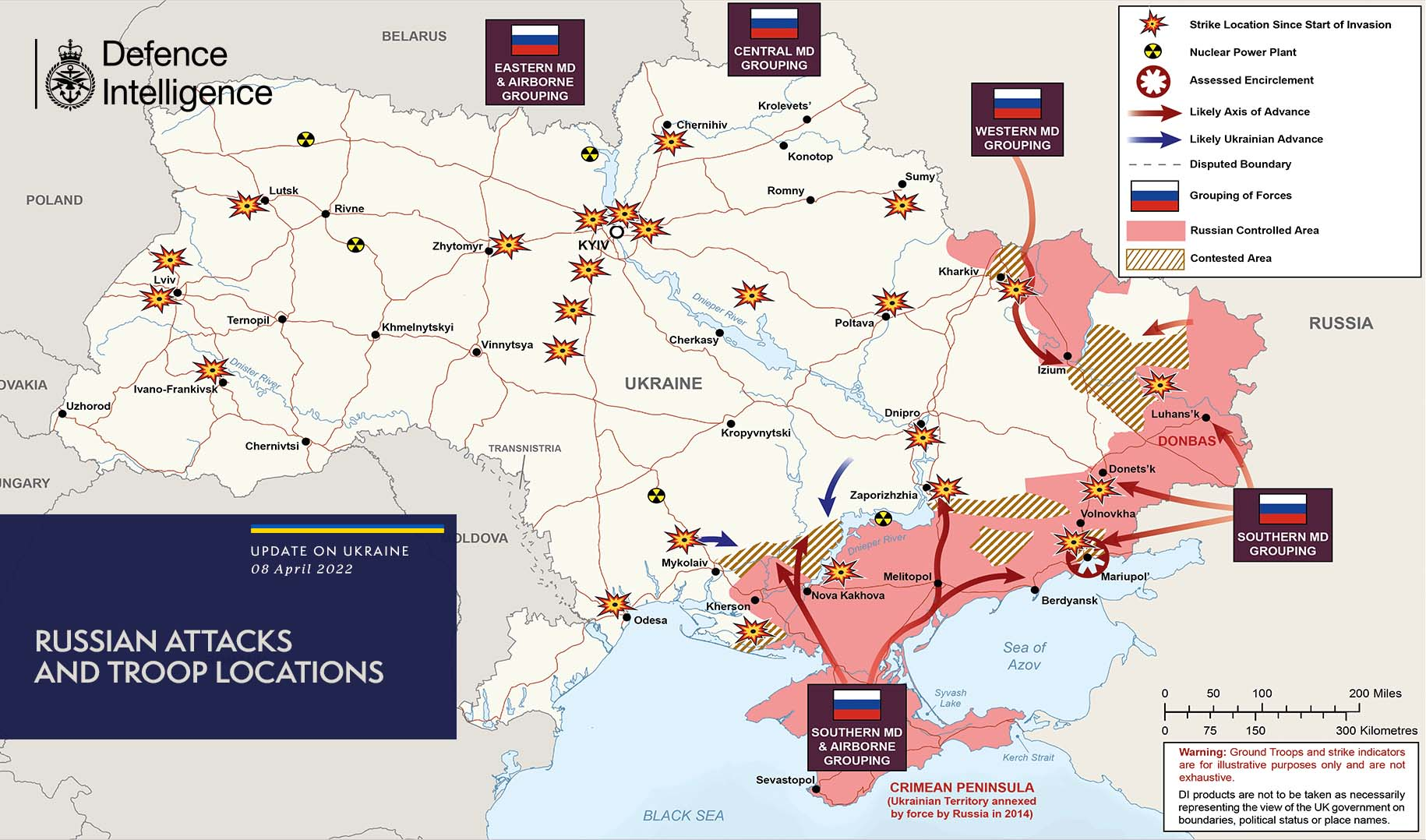
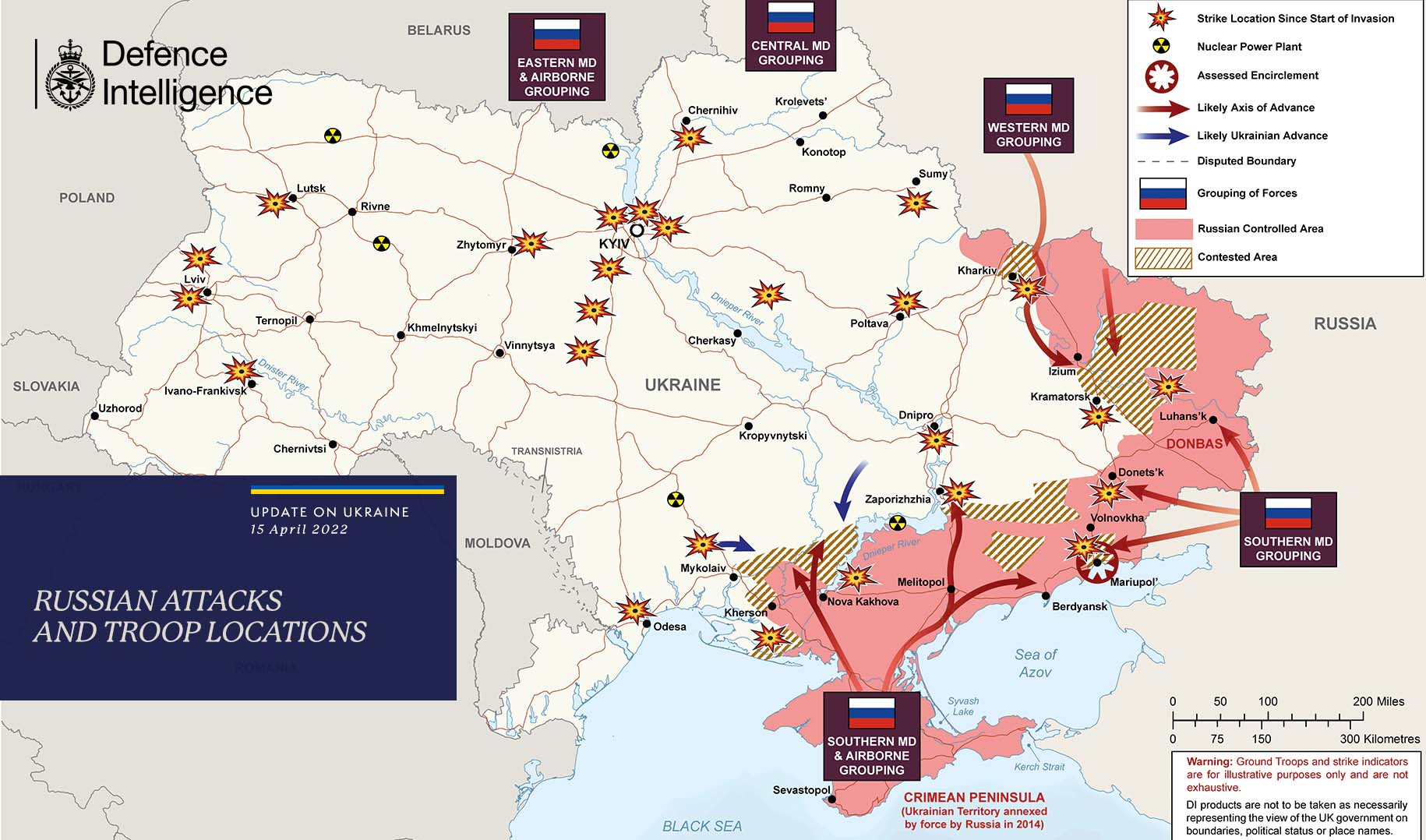
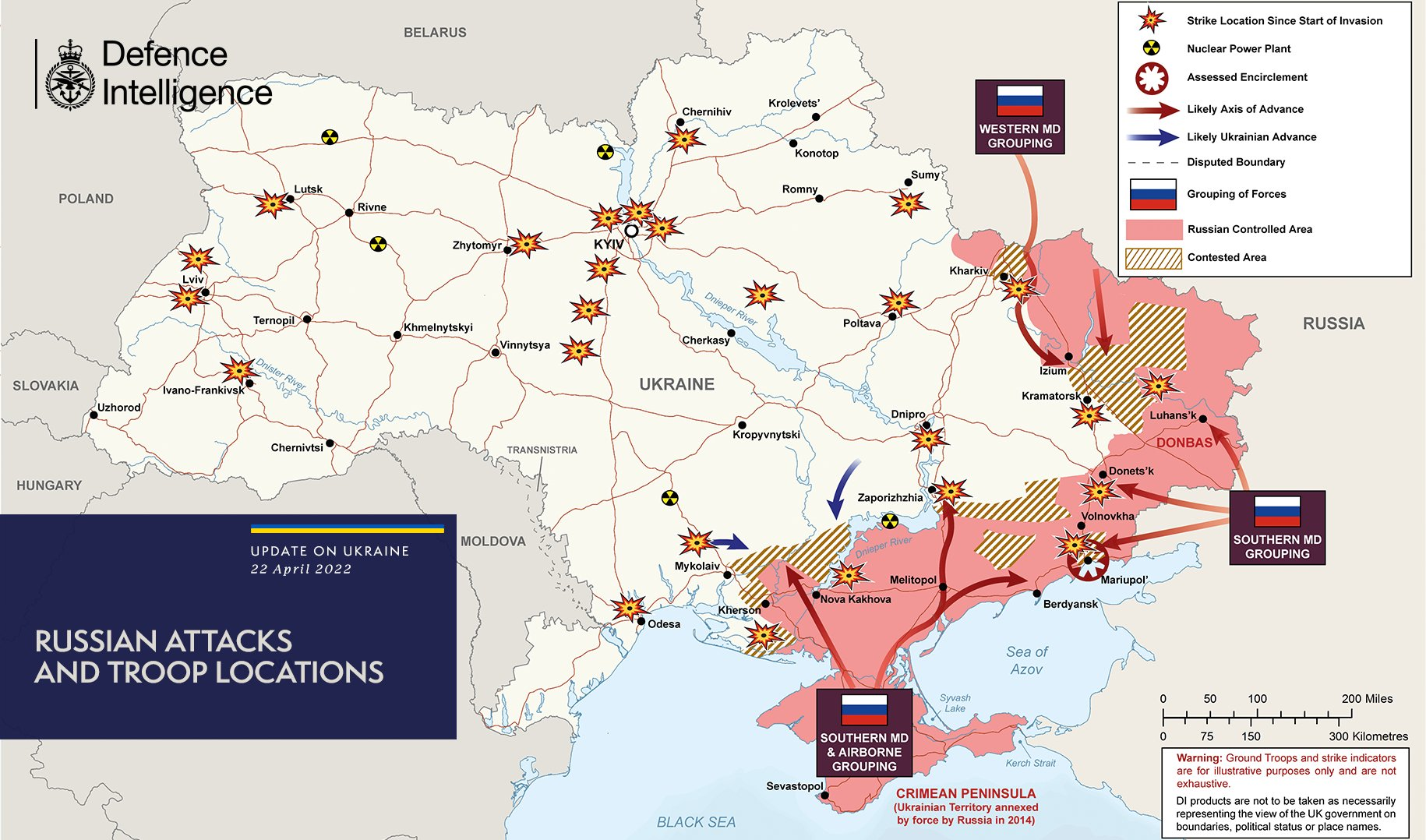
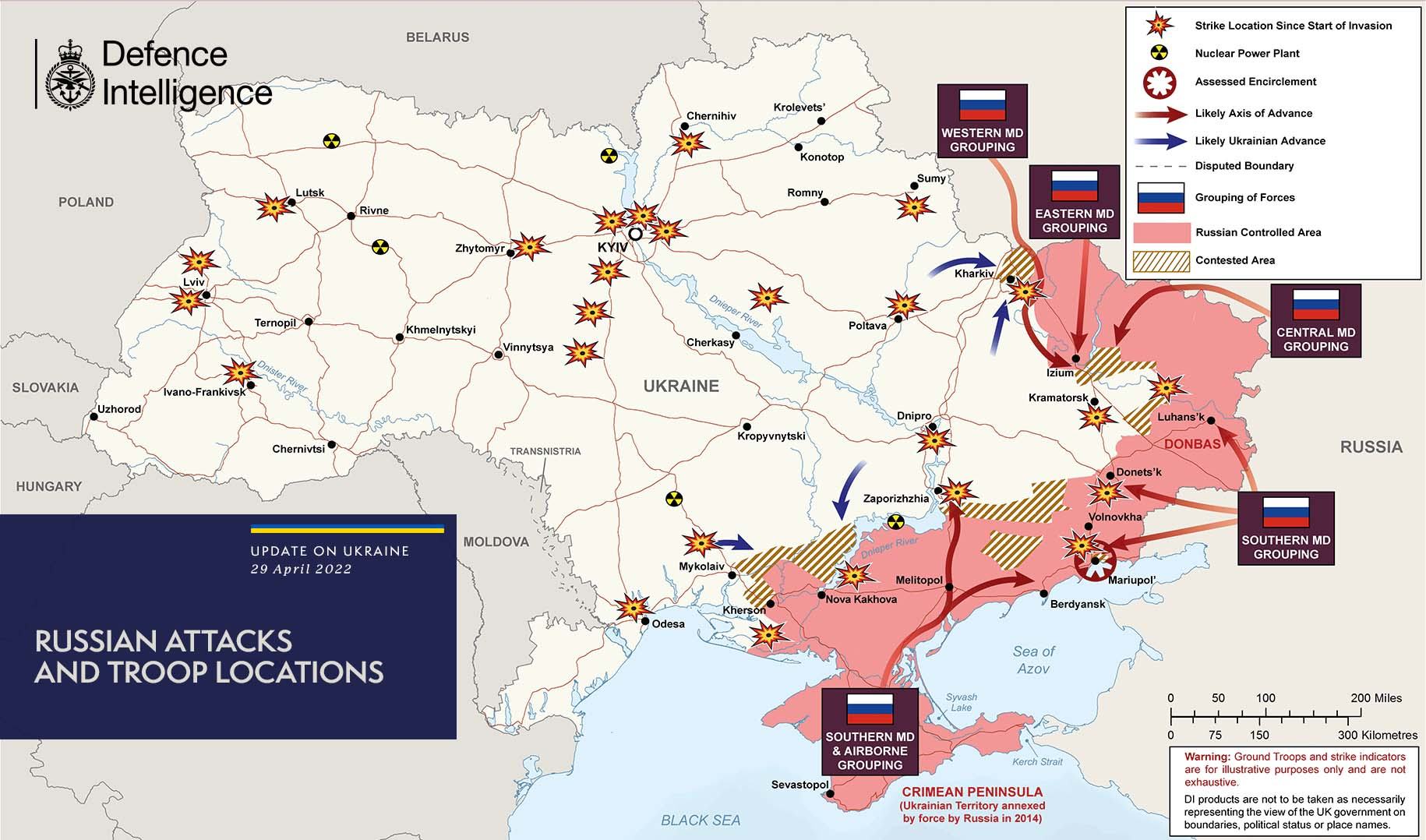